# Теология замещения

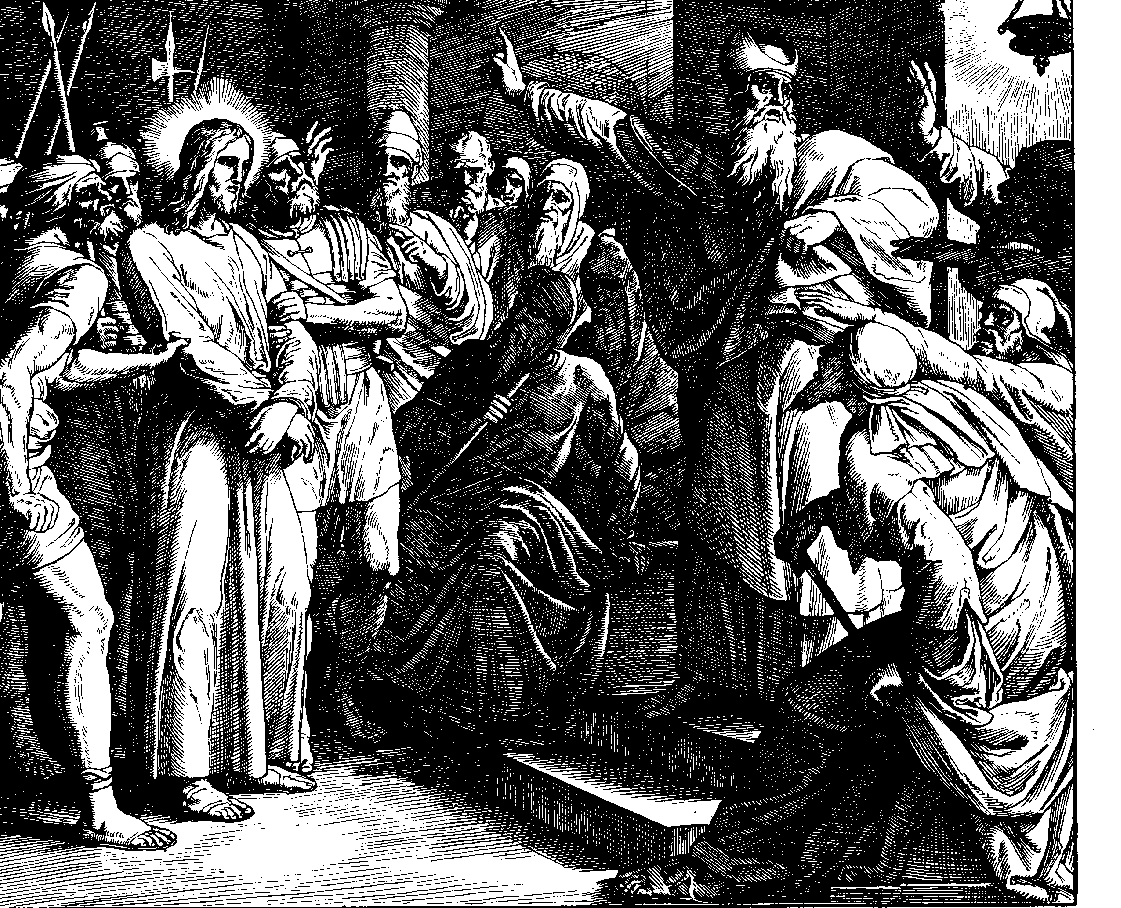
Иисус перед Каиафой, Юлиус Шнорр фон Карольсфельд

Теология замещения, суперсессионизм (англ. Supersessionism, от англ. «supersession») — условное название экклезиологической концепции в рамках христианской теологии, согласно которой Новозаветная (Христианская) церковь, Новый Израиль, как сообщество избранных, заменила собой евреев (Ветхозаветную церковь, «старый Израиль») как избранный народ; и все обетования, адресованные в Библии евреям, после заключения Нового Завета адресованы христианам. Основанием для замещения стало предание Мессии — Иисуса Христа евреями на распятие и отречение от Него, вследствие чего Ветхий Завет (заключённый только с евреями) заменяется Новым Заветом, где избранными детьми Божьими становятся представители всех народов. «Замещённые» иудеи при этом становятся богооставленным народом: Мф. 23:37–39, Лк. 13:34.
Концепция под разными названиями или описаниями встречается начиная с периода раннего христианства. Различным вариантам суперсессионизма учили Отцы Церкви, такие как Иустин Мученик и Ориген. Интерпретация избрания Августином Блаженным привела его к аналогичному выводу. Идеи суперсессионизма обнаруживаются у католических и лютеранских авторов. С XIX века некоторые христианские общины, такие как Плимутские братья, поддерживали диспенсационалистское богословие в противовес суперсессионизму и богословию завета.

## Этимология
Слово «суперсессионизм» — транслитерация английского слова supersessionism, производного от латинского глагола supersede, в значении «замещать» впервые использованного в 1642 году. Западные Отцы Церкви в том же значении использовали слово succedere, усиленное приставкой super (означает также наследовать, входить во что-либо). Таким образом, суперсессионизм — современный термин, используемый для описания уже существовавших прежде взглядов.

## Концепция
В христианстве религиозно-этническая концепция Израиля была универсализирована: Церковь заняла место еврейского народа, были отменены мицвот (иудейские заповеди), место которых заняла вера в личность Иисуса-Мессии, что закрепило разрыв христианства и иудаизма.
Церковь рассматривала христианство не как новую религию, но как воплощение обетований Библии (Ветхого Завета), которые выражены в завете (союзе) Бога с патриархами и пророчествах, таким образом, признавая, что в основе её лежит иудаизм. Иисус считается не просто избранным Богом спасителем, но обещанным сыном Давидовым, помазанником Божиим (машиах бен Давид). По этой причине Церковь претендует на то, чтобы быть «истинным Израилем» Бога. С точки зрения христианства, именно мессианская универсализация спасительной миссии выражает избрание Богом Авраама, в семени которого благословляются все народы. Эта миссия вначале, в течение подготовительного периода, была вручена лишь одному народу (Израилю по плоти) — до прихода Мессии — Иисуса. Согласно учению Церкви, Закон отражал Божью волю в подготовительный период, но потерял свою действенность после того, как «был исполнен во Христе», на место Закона пришло царство благодати.

## История
Апостол Павел был евреем; по мнению историка Джеймса Кэрролла, для Павла принятие божественности Иисуса было дихотомично его еврейской принадлежности. Его личное обращение и понимание дихотомии между еврейством и принятием божественности Иисуса, привело к религиозной философии, которую он хотел распространить среди других евреев его времени. Однако исследователь Нового Завета Н. Т. Райт утверждает, что Павел видел свою веру в Иисуса именно как исполнение своего иудаизма, и не исходил из того, что между иудейством и новой верой было какое-то напряжение.
В «Диалоге с Трифоном» середины II века Иустин Мученик изложил основные аргументы в христианской полемике против иудеев. В этом произведении он заявляет, что отрицание еврейского закона было предсказано ещё в ветхозаветные времена (Ис. 51:4, 5), что христиане — это «истинный духовный Израиль и род Иуды, Иакова, Исаака и Авраама», и обвиняет евреев в том, что они «распяли Его, единого непорочного и праведного человека». По мнению французского историка М. Симона, именно отсюда берёт начало «христианский антисемитизм», когда ответственность за смерть Христа возлагалась на весь еврейский народ.
Теология замещения была подвергнута ревизии в современной Католической церкви. Во время правления папы Павла VI были приняты исторические решения Второго Ватиканского собора (1962—1965 годов). Собором была принята Декларация «Nostra Ætate» («В наше время»), подготовленная при ещё при Иоанне XXIII, авторитет которого сыграл в этом существенную роль. Согласно декларации, «…несмотря на то, что Церковь есть новый народ Божий, евреи не должны быть представлены как отвергнутые или проклятые Богом и что это как бы вытекает из Священного Писания».

## Типы
Р. Кендалл Соулен указывает три категории суперсессионизма, определённые христианскими теологами: карательный, экономический и структурный:
- Карательный суперсессионизм — точка зрения, что евреи, которые отвергают Иисуса как еврейского Мессию, впоследствии осуждаются Богом, теряя то, что было обещано им Богом согласно заветам. Представлен такими христианскими мыслителями, как Ипполит Римский, Ориген и Мартин Лютер.
- Икономический суперсессионизм — точка зрения, что практическую задачу, которую, по первоначально было замыслу Божью, исполнял еврейский народ теперь исполняет Христианская церковь. Представлен такими деятелями, как Иустин Мученик, Августин Блаженный и Карл Барт.
- Структурный суперсессионизм — термин Соулена для фактической маргинализации Ветхого Завета как нормативного для христианства. По его словам, «структурный суперсессионизм относится к повествовательной логике стандартной модели, посредством которой он делает еврейские Писания в значительной степени второстепенными для формирования христианских убеждений о том, как дела Бога в качестве Совершителя и Искупителя универсальными и постоянными способами вовлекают человечество»[15]. Терминология Соулена используется Крейгом А. Блейзингом[англ.] в работе «Будущее Израиля как теологический вопрос»[16].

Эти три взгляда не являются ни взаимоисключающими, ни логически зависимыми друг от друга. Адепты могут придерживаться каждого или любого из них.
Мэтью Тапи пытается дополнительно прояснить язык суперсессионизма в современной теологии, который Питер Окс назвал «самым ясным учением о суперсессионизме в современной науке». Тапи утверждал, что взгляд Соулена на икономический суперсессионизм имеет важные сходства с мыслями Жюля Айзека (французско-еврейского историка, известного своим определением «учения о презрении» в христианской традиции) и в конечном итоге может быть прослежен до средневековой концепции «прекращения закона» — идеи, что соблюдение евреями церемониальной части Закона (субботы, обрезания и диетических законов) перестало иметь для них положительное значение после страданий Христа. По словам Соулена, христиане сегодня часто отвергают суперсессионизм, но они не всегда внимательно изучают, что именно это должно означать.

## Критика
Иудаизм отвергает суперсессионизм. Некоторые современные евреи считают оскорбительной традиционную христианскую веру в суперсессионизм, утверждая, что это подрывает историю их религии.
Суперсессионизм может рассматриваться как фундаментально антисемитский.